# Myrsine mccomishii
Myrsine mccomishii là một loài thực vật có hoa trong họ Anh thảo. Loài này được (Sprague) Jackes mô tả khoa học đầu tiên năm 2005.